# Bazylika i sanktuarium Ta’ Pinu
Bazylika i sanktuarium Ta’ Pinu - kościół katolicki (bazylika mniejsza) zlokalizowany w pobliżu miejscowości Għarb na Malcie (wyspa Gozo). Należy do najważniejszych świątyń w kraju.

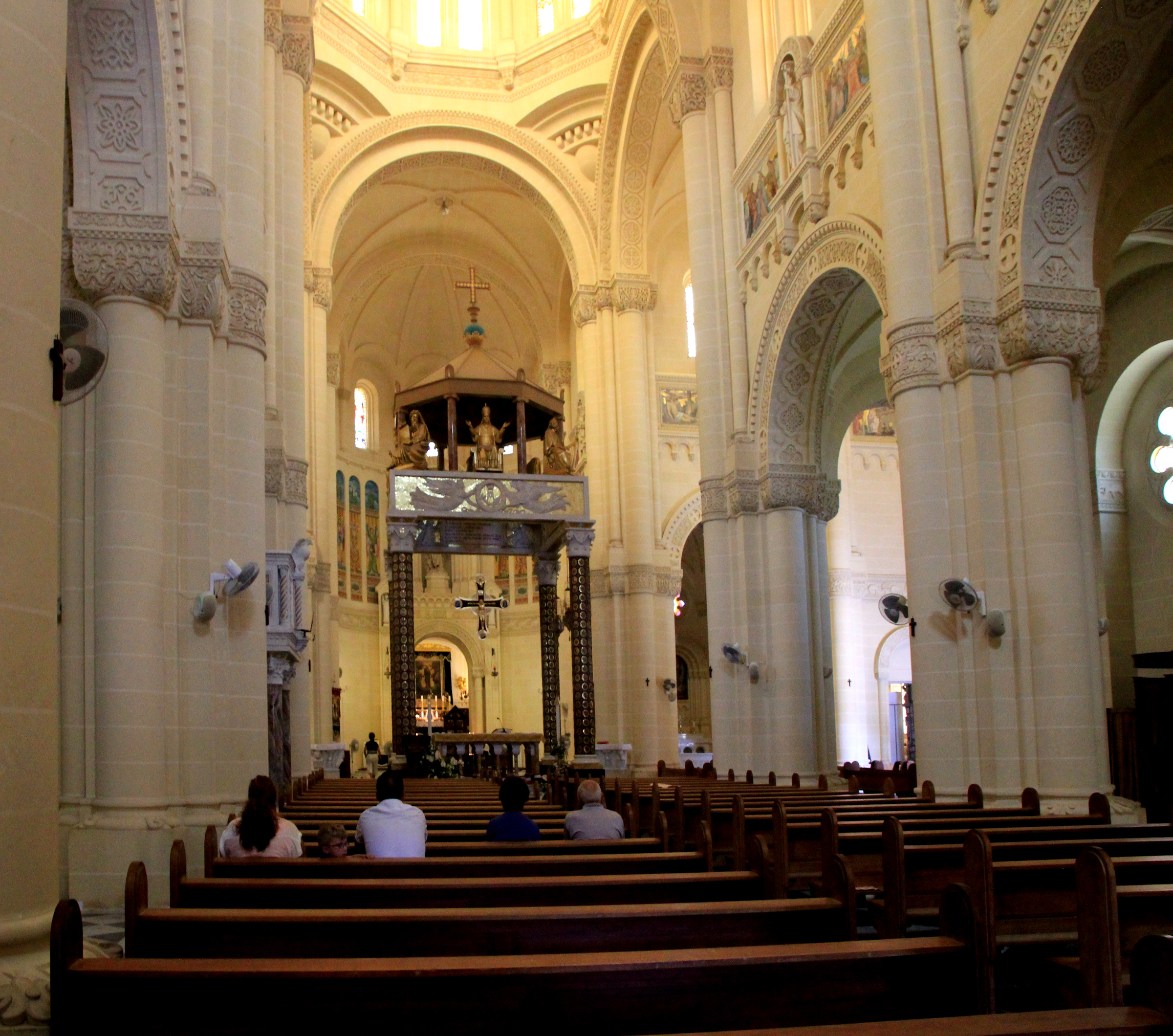
Ołtarz

Obecny kościół powstał w latach 1920-1931, na miejscu wcześniejszej świątyni z XVI wieku. Świątynia ta uległa z czasem zniszczeniu, w związku z czym lokalny biskup, za zgodą papieża, postanowił jej resztki rozebrać. Rozpoczynając prace rozbiórkowe, robotnik który wbił pierwszy kilof złamał rękę. Uznano to za cud i ostatecznie postanowiono pozostawić ruiny nietknięte. 22 czerwca 1883 miały miejsce kolejne wydarzenia uznane z czasem za nadnaturalne. Karmni Grima, lokalna rolniczka, schodząc ze swojego pola i przechodząc koło kapliczki w pobliżu ruin, usłyszała głos nakazujący jej wejście do świątyni. Posłuchała go, odmówiła modlitwę i wtedy usłyszała kolejny głos - nakazujący jej odmówienie trzech modlitw Zdrowaś Maryjo. Po objawieniu kobieta ciężko się rozchorowała na przeciąg około roku, zwierzając się ze swojego przypadku przyjacielowi - Francesco Portelli, który oświadczył, że w tym samym miejscu miał podobne zdarzenia, w wyniku których uzdrowiona została jego matka. Swoje przypadki zgłosili u lokalnego biskupa, który oficjalnie stwierdził ich cudowność. Spowodowało to powstanie ruchu pielgrzymkowego i sprowokowało władze kościelne do budowy nowego, obecnego kościoła. Świątynię ukończono w 1931, a w 1932 otrzymała ona tytuł bazyliki mniejszej. W 1598 nadano jej obecne imię - Pinu oznacza Filip i upamiętnia właściciela ziemskiego, który w XVI wieku nadał te ziemie kościołowi pod pierwotną świątynię. W maju 1990 miejsce to odwiedził Jan Paweł II. Dołożył on do obrazu Matki Boskiej pięć złotych gwiazd. Benedykt XVI w 2010 ofiarował kościołowi złotą różę.
Obiekt jest wpisany na listę National Inventory of the Cultural Property of the Maltese Islands pod numerem 00972